# Kenza Fortas
Pour les articles homonymes, voir Fortas.
Kenza Fortas, née le 26 janvier 2001 à Bagnols-sur-Cèze (Gard), est une actrice française.

## Biographie
Née le 26 janvier 2001 à Bagnols-sur-Cèze (Gard), Kenza Fortas grandit à Marseille, dans le quartier de la Belle de Mai, un des quartiers les plus défavorisés de la ville. Elle est élevée par sa mère, seule et sans emploi, vit dans un camp de gitans et en foyer. À 16 ans, elle quitte l'école.
Alors qu'elle envisage de passer un CAP petite enfance, elle est envoyée par sa mère au casting du film Shéhérazade, et le réalisateur Jean-Bernard Marlin la remarque. Cependant elle ne prend ni le casting ni le rôle au sérieux et manque d'être remerciée,.
En 2018 elle monte les marches du festival de Cannes. Elle reçoit le César du meilleur espoir féminin pour son rôle dans Shéhérazade, admettant par ailleurs que le film l'a « recadrée ».
En 2023 elle est à l'affiche du film L'air de la mer rend libre de Nadir Moknèche.
Son époux Sid Ahmed B. et père de son enfant est tué par balles dans la nuit du 28 au 29 juillet 2025 à Marseille,, lors d'un règlement de compte.

## Filmographie

### Cinéma
- 2018 : Shéhérazade de Jean-Bernard Marlin : Shéhérazade
- 2020 : Voir le jour de Marion Laine : Jennifer
- 2021 : BAC Nord de Cédric Jimenez : Amel
- 2022 : Overdose d'Olivier Marchal : Leïla Hamoudni
- 2023 : Une nuit d'Alex Lutz : la patronne du club échangiste
- 2023 : L'Air de la mer rend libre de Nadir Moknèche : Hadjira
- 2023 : Nouveaux Riches de Julien Royal :  Zuleikha
- 2024 : Sous écrous d'Hakim Bougheraba  : La secrétaire de Maître Riquet
- 2025 : Les Condés de Nordine Salhi et Ryad Luc Montel : Maria

### Télévision

#### Séries télévisées
- 2021 : Validé (saison 2) de Franck Gastambide : Lynda, sœur du grand caïd interprété par Saïd Taghmaoui
- 2024 : En terrasse de David Voinson

## Distinctions

### Récompense
- César 2019 : César du meilleur espoir féminin pour Shéhérazade

### Nomination
- Prix Lumières 2019 : Prix Lumières du meilleur espoir féminin pour Shéhérazade[9]